# Вандализъм
За вандализъм в Уикипедия вижте Уикипедия:Вандализъм.
Вандализъм или вандалщина е качество или поведение на вандал – човек, който безсмислено руши и унищожава културни ценности.

## История на понятието
През 455 г. Гейзерик, крал на германското племе вандали (създали по онова време Вандалско кралство в Северна Африка), се намесва в междуособиците в Римската империя, прехвърля войските си на Апенинския полуостров и тръгва към Рим. Споразумява се с папа Лъв I да не разрушава града и да не избива жителите му, след което вандалските войски влизат в Рим без съпротива.
Гейзерик спазва споразумението с папата и вандалите не причиняват съществени разрушения в Рим. Въпреки относително хуманното си отношение към жителите на Рим, вандалите заграбват значителна недвижима собственост, с което си навличат ненавистта на римляните. По тази причина въз основа на името им възниква думата вандализъм като синоним на самоцелно разрушение.

## Вандализмът като престъпление
Човек извършва вандализъм, когато повреди своенравно или обезобрази чужда собственост или публична собственост.
Вандализмът се квалифицира като натиск върху културата или дори подигравка. Пример за вандализъм са графитите. Често те са художествени, но пак са нелегитимни, все едно да си земевладелец без документ за собственост (нотариален акт).
Престъпният вандализъм има много форми, като някои от тях може да включват графитите върху публична собственост, като част от гангстерската култура, но други форми на вандализъм може да са бунтарството, при което се извършва разрушаване на частна или публична собственост (виж революция).
Причината за подобни действия могат да се припишат на завист (според някои) или спонтанно опортюнистично поведение. Поради неговата груба проява вандализмът е наказван сурово в някои държави. Например в Сингапур човек, опитващ се да причини или извършващ акт на вандализъм, може да бъде подлежащ на задържане и осъден на затвор до 3 години, като в допълнение може да бъде наказан с бой с пръчка. Актът на вандализъм в Великобритания е смятан за престъпление към околната среда и може да бъде отнесен към Anti-Social Behavior Order.